# Ласицкий сельсовет
Ла́сицкий се́льсовет (белор. Ласіцкі сельсавет) — административная единица Пинского района Брестской области Беларуси. Административный центр — деревня Ласицк.

## История
Создан 12 октября 1940 года в составе Пинского района Пинской области, с 8 января 1954 года — Брестской области. 16 июля 1954 года к сельсовету присоединена территория упразднённого Островского сельсовета.

## Состав
В состав сельсовета входят следующие населённые пункты:
- Борки — деревня
- Вешня — деревня
- Жолкино — деревня
- Ладорож — деревня
- Ласицк — деревня
- Остров — деревня
- Паре — деревня
- Трушево — деревня